# ハンコ半島
ハンコ半島（ハンコはんとう、英語: Hanko Penisula、フィンランド語: Hankoniemi、スウェーデン語: Hangö udd）は、フィンランド本土の最南端にある半島である。ハンコ半島にはハンコの町がある。エストニア本土の最北西部とハンコ半島とを結ぶ線が、バルト海とフィンランド湾の厳密な境界である。大北方戦争におけるハンゲの海戦（Battle of Gangut）は、ハンコ半島沖で行なわれた（「Gangut」はスウェーデン語の「Hangö udd」の音訳である）。
ハンコ半島およびタンミサーリ一帯の群島、浅湾、汽水域などには海岸ラグーン、バルト海岸草地、フェノスカンジアの落葉性の沼地林などのタイプの湿地がある。カモおよびオニアジサシなどの渉禽類の生息地として、2004年にラムサール条約登録地となった。
ハンコ半島は、戦争で重要な役割を果たしてきた。例えば、ロシア帝国が首都サンクトペテルブルクを守るための要塞のピョートル大帝海軍要塞がここにあった（フィンランド大公国）。フィンランド内戦では、1918年4月にドイツ軍部隊が上陸した。冬戦争後の講和条約ではフィンランドが大幅に譲歩させられ、ソビエトがハンコ海軍基地として30年間租借することになった。しかし、継続戦争の間に25,000人のソビエト軍兵士が撤退し、1941年12月にフィンランドが取り戻した。